# Extremoduro
Extremoduro ist eine spanische Hardrockband aus Plasencia.

## Bandgeschichte
Der Bandname ist eine Anspielung auf die Region Extremadura, aus der die Band stammt. Sie wurde Ende der 1980er gegründet und nach Demoaufnahmen, TV-Auftritten und der Teilnahme an einem Musikwettbewerb bekamen sie einen Plattenvertrag. Ihr erstes offizielles Album Rock transgresivo erschien 1989. Mitte der 1990er wurde ihr Label an Warner Music verkauft und mit dem Album Agíla kam 1996 ihr endgültiger Durchbruch. Es kam in die Albumcharts und wurde mit Doppelplatin ausgezeichnet. Bis 1996 wechselte auch häufig die Besetzung, einzig Sänger und Gitarrist Robe Iniesta war und ist die feste Größe in der Band. Mit Iñaki Antón und José Ignacio Cantera sowie ab 2001 mit Miguel Colino fand sich die Formation, die durch die 2000er Extremoduro prägte. Mit dem Album La ley innata schafften sie es erstmals auf Platz eins der spanischen Albumcharts. Auch die folgenden beiden Studioalben erreichten die Chartspitze.

## Diskografie
Alben
- 1989: Rock transgresivo (1994 Wiederveröffentlichung, ES: Platin)
- 1991: Somos unos animales (ES: Platin)
- 1992: Deltoya (ES: Platin)
- 1993: ¿Dónde están mis amigos? (ES: Platin)
- 1995: Pedrá (ES: Platin)
- 1996: Agíla (ES: ×2Doppelplatin )
- 1998: Iros todos a tomar por culo (live, ES: Platin)
- 1998: Canciones prohibidas (ES: ×2Doppelplatin )
- 2002: Yo, minoría absoluta (ES: Platin)
- 2004: Grandes éxitos y fracasos (Episodio primero) (Kompilation)
- 2004: Grandes éxitos y fracasos (Episodio segundo) (Kompilation)
- 2008: La ley innata
- 2010: 20 años. Discografía completa
- 2011: Material defectuoso
- 2013: Para todos los públicos

Lieder
- 1989: Decidí (ES: Gold)
- 1994: Jesucristo Garcia (ES: Platin)
- 1996: So Payaso (Con letra) (ES: ×3Dreifachplatin )
- 1996: Sucede (ES: Gold)
- 1996: Buscando una Luna (ES: Gold)
- 1998: Golfa (ES: Gold)
- 1998: Salir (ES: ×2Doppelplatin )
- 2002: Ama, ama, ama y ensancha el alma (ES: Platin)
- 2002: La vereda de la puerta de atras extremoduro (ES: ×4Vierfachplatin )
- 2002: Puta (ES: Platin)
- 2002: Stand by (ES: ×2Doppelplatin )
- 2002: Hoy te la meto hasta las orejas (ES: Gold)
- 2004: Fuego (Version 2004) (ES: Gold)
- 2008: Dulce introducción al caos (ES: Platin)
- 2008: Cuarto movimiento: La realidad (ES: Gold)
- 2008: Segundo movimiento: Lo de fuera (ES: Gold)
- 2011: Si te vas… (ES: ×3Dreifachplatin )
- 2011: Mi espíritu imperecedero (ES: Gold)
- 2013: Locura transitoria (ES: Platin)

Videoalben
- 2004: Gira 2002 (ES: Gold)